# 瓜菜代
瓜菜代（“代”即代食品），是1960年前后发生在中国大陆的三年困难时期的一个用“代食品”充饥的临时措施。1960年11月3日，面对各地饿死人的警报，周恩来主持起草了中共中央紧急指示信（12条），在继续坚持大食堂的前提下，对农民作出了一些让步，希望通过政策调整，迅速扭转饿死人的现象。11月14日，中共中央发出《关于立即开展大规模采集和制造代食品运动的紧急指示》，根据中國科學院的建议，向全国推荐了一批“代食品”。《紧急指示》决定，成立以周恩来为组长的中央瓜菜代领导小组，下设办公室，正式提出“瓜菜代，低标准”的口号。在各省成立“除害灭病”领导小组，普遍建立“人民生活情报网”，具体落实瓜菜代的任务。
所谓“瓜菜代”，就是以瓜果、蔬菜代替粮食作为主食。其实，在饥馑遍地的1960年的广大农村，早已无瓜无果，百姓且已把树皮、树根、野菜、观音土代替粮食吞进肚里，所以瓜菜代小组的真正任务是动员开发稻秸、橛根、玉米芯、橡子、小球藻等代用食品。小球藻是水面浮生植物绿藻的一种，據說中國科學院水生所發現小球藻的蛋白质含量高達30%以上，可治療因长期营养不良而导致的浮肿病。1960年10月，秘书胡喬木呈書毛澤東稱，推廣小球藻，既可治浮腫，又能“保證不餓死人”。1960年10月27日毛将胡乔木的信批转全國，開始大力推廣，大规模用人尿来培植小球藻。另外還有所謂的“人造肉精”是一种酵母菌菌体做成的食品，但酵母菌在培养时要注意温度，讲究清潔，在繁殖方面有一定難度，無法大量生產。1961年以後隨著恢復農民自留地和解散公社食堂的政策決定，以及從1961年初從國外（毛澤東甚至批准可由法國自美國轉進口）大量進口的糧食，促使糧食供應好轉，瓜菜代開始走入歷史。